# Astragalus sardaimionensis
Astragalus sardaimionensis là một loài thực vật có hoa trong họ Đậu. Loài này được Ovcz. & Rassulova miêu tả khoa học đầu tiên.